# Colobanthus
Colobanthus is een geslacht van kleine kussenvormende kruidachtige planten uit de anjerfamilie (Caryophyllaceae). De soorten komen voor in Antarctica, Zuid-Amerika, Australazië en Noord-Amerika. De soort Colobanthus quitensis kent het meest zuidelijke verspreidingsgebied ter wereld en is een van de twee voorkomende bloemplantensoorten op Antarctica.

## Soorten
- Colobanthus acicularis Hook. f.
- Colobanthus affinis (Hook) Hook. f.
- Colobanthus apetalus (Labill.) Druce
- Colobanthus bolivianus Pax
- Colobanthus brevisepalus Kirk
- Colobanthus buchananii Kirk
- Colobanthus caespitosus Colenso
- Colobanthus canaliculatus Kirk
- Colobanthus curtisiae J.G. West
- Colobanthus diffusus Hook. f.
- Colobanthus hookeri Cheeseman
- Colobanthus kerguelensis Hook. f.
- Colobanthus lycopodoides  Griseb.
- Colobanthus masonae L.B. Moore
- Colobanthus monticola Petrie
- Colobanthus muelleri Kirk
- Colobanthus muscoides Hook. f.
- Colobanthus nivicola M. Gray
- Colobanthus pulvinatus F. Muell.
- Colobanthus quitensis (Kunth) Bartl.
- Colobanthus repens Colenso
- Colobanthus squarrosus Cheeseman
- Colobanthus strictus (Cheeseman) Cheeseman
- Colobanthus subulatus (d'Urv.) Hook. f.
- Colobanthus wallii Petrie

... · 
Agrostemma · 
Arenaria (Zandmuur) · 
Cerastium (Hoornbloem) · 
Colobanthus · 
Corrigiola · 
Dianthus (Anjer) · 
Gypsophila (Gipskruid) · 
Herniaria (Breukkruid) · 
Holosteum · 
Honckenya · 
Illecebrum · 
Lychnis (Koekoeksbloem) · 
Minuartia (Veldmuur) · 
Moehringia · 
Moenchia · 
Myosoton · 
Petrorhagia (Mantelanjer) · 
Polycarpon · 
Sagina (Vetmuur) · 
Saponaria · 
Scleranthus (Hardbloem) · 
Silene · 
Spergula (Spurrie) · 
Spergularia (Schijnspurrie) · 
Stellaria (Muur) · 
Vaccaria · 
...